# De Duif

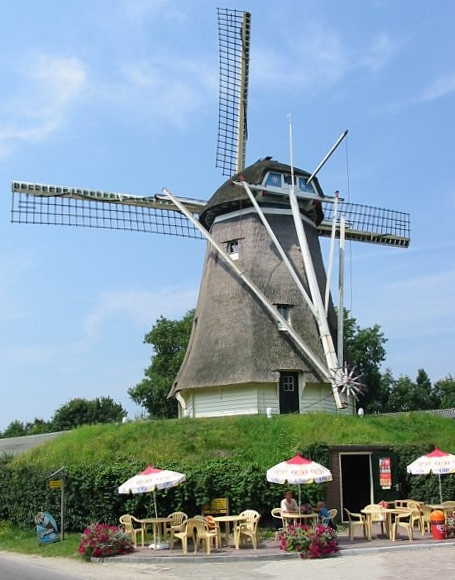
De Duif

De Duif (niederländisch, deutsch Die Taube) ist eine Getreidemühle in Nunspeet in der niederländischen Provinz Gelderland.

## Geschichte
Die Mühle wurde im Jahr 1886 errichtet als Ersatz für eine Vorgängermühle an gleicher Stelle, die abgebrannt war. Auch dieser Vorgängerbau war für eine abgebrannte Bockwindmühle gebaut worden. Der heutige Bergholländer wurde 1963 und 1982 restauriert.

## Beschreibung
Die Flügel der Mühle haben eine Länge von 23 Metern und sind aus Gitterwerk mit Seilen gefertigt. Die Einrichtung besteht aus einem Paar Mahlsteinen. Vor dem Verkauf an den heutigen Eigentümer im Jahr 1999 war die Mühle wöchentlich freiwillig in Betrieb.